# Alexandre Chichkine
Pour les articles homonymes, voir Chichkine.
Alexandre Pavlovitch Chichkine (en russe : Александр Павлович Шишкин) est un aviateur soviétique, né le 12 février 1917 et décédé le 21 juillet 1949. Pilote de chasse et As de la Seconde Guerre mondiale, il fut distingué par le titre de Héros de l'Union soviétique.

## Carrière
Né le 12 février 1917 à Verkhniaïa Sanarka, dans l'oblast de Tcheliabinsk, il rejoignit l'Armée rouge en 1936 et sortit pilote diplômé du Collège militaire de l'Air de la Katcha en 1938. 
Muté au front en juin 1942, il participa à la bataille de Stalingrad, dans les rangs du 32e régiment de chasse aérienne de la Garde (32.GuIAP), puis combattit au sein du front du Nord-Ouest au début de 1943, après avoir été promu officier avec le grade de sous-lieutenant (leitenant) ; au cours de cette période, il obtint au moins 3 victoires homologuées, aux commandes de son chasseur Yak-7B.
Au cours de l'été 1943, il prit part à la bataille de Koursk (juillet 1943) et au mois d’août suivant il totalisait déjà pas moins de 132 missions et 67 combats aériens. cela lui valut le titre de Héros de l'Union soviétique ainsi qu'une promotion au grade de capitaine (kapitan) et il reçut le commandement d’une escadrille équipée de La-5. Il termina la guerre comme major (commandant).
À l’issue de celle-ci, il décida d’opter pour une carrière militaire, mais trouva la mort au cours d’un accident aérien, le 21 juillet 1949. Il était alors lieutenant-colonel (podpolkovnik). Il est enterré à Koubinka, dans l'oblast de Moscou.

## Palmarès et décorations

### Tableau de chasse
- Il était crédité de 15 victoires homologuées, toutes individuelles, remportées au cours de 132 missions et 67 combats.

### Décorations
- Héros de l'Union soviétique le 28 septembre 1943 (médaille no 1762) ;
- Deux fois titulaire de l’Ordre de Lénine ;
- Trois fois titulaire de l’Ordre du Drapeau rouge ;
- Ordre d'Alexandre Nevski ;
- Ordre de la Guerre Patriotique de 1re classe.